# 2021–2022-es magyar futsalbajnokság (első osztály)
A 2021–2022-es magyar futsalbajnokság a 25. idénye a futsal NB I-nek. A Magyar Labdarúgó-szövetség szervezi és bonyolítja le. A futsal NB1-ben első helyezést elért csapat indulási jogot szerez az UEFA által kiírásra és megrendezésre kerülő, 2022–2023-as UEFA-futsal-bajnokok ligája versenyére. A bajnokság 9. és 10. helyezettje kiesik a NB2-be. A 2021–2022. évi NB2 osztályú bajnokság két csoportbajnoka feljut a 2022–2023. évi NB1-be. A bajnokság első szakasza a 18 mérkőzéssel járó alapszakasz, ezután a felső-, illetve az alsóházi szakasz következik, majd végül az első két csapat 3 nyert mérkőzése után derül ki, hogy ki lesz az aktuális szezon bajnoka. Az első szakasz körmérkőzéseinek befejezése után a csapatok helyezésüktől függően a második szakaszban felsőházban (1-5. helyezett csapatok) és alsóházban (6-10. helyezett csapatok) játszanak tovább. A felsőházba (első szakasz 1-5. helyezett csapatok) került csapatok az első szakaszban megszerzett helyezéseik után a következő pontokat viszik a második szakaszba: az első szakasz 1. helyén végzett csapat 6 pontot, az első szakasz 2. helyén végzett 4 pontot, a 3. helyén végzett 2 pontot, a 4. helyén végzett 1 pontot,
az 5. helyén végzett 0 pontot kap. A szezon augusztus 13-án kezdődik. 2021 augusztusában bejelentették, hogy a Ferencváros csapatát megszüntetik, és visszalép az NB I-től.
Helyét a a legjobb kieső kapta meg, azaz az Aramis SE, miután a legjobb nem feljutó Maglód nem vállalta a legmagasabb osztályt.

## Csapatváltozások a 2020–2021-es szezonhoz képest
Kiesett a másodosztályba:
- Aramis SE mint az NBI 11. helyezettje
- Dunaferr DUE Dutrade FC mint az NBI 12. helyezettje

Feljutottak az első osztályba:
- TFSE-Szertársport.hu mint az NBII nyugati csoport 1. helyezettje
- Kistarcsai VSC mint az NBII keleti csoport 1. helyezettje

### Résztvevők és stadionjaik
| MVFC Berettyóújfalu            | Scoregoal Kecskeméti FC    | Aramis SE                                      | Haladás VSE          | TFSE-Szertársport.hu      |
| ------------------------------ | -------------------------- | ---------------------------------------------- | -------------------- | ------------------------- |
| Pálfi István Rendezvénycsarnok | Messzi István Sportcsarnok | Aramis Sportcsarnok                            | Haladás Sportcsarnok | Vasas Sportcsarnok        |
| Befogadóképesség: 1350         | Befogadóképesség: 1800     | Befogadóképesség: 250                          | Befogadóképesség: ?  | Befogadóképesség: ?       |
| Nyírgyulaj KSE                 | Kistarcsai VSC             | DEAC                                           | Újpest               | Balaton Bútor FC Veszprém |
| Városi Sportcsarnok            | Városi Sportközpont        | Debreceni Egyetem Sporttudományi Oktatóközpont | UTE Sportcsarnok     | Március 15 Sportcsarnok   |
| Befogadóképesség: 4000         | Befogadóképesség: ?        | Befogadóképesség: 400                          | Befogadóképesség: ?  | Befogadóképesség: 1500    |

### Csapatok száma megyénkénti bontásban
| Megye | Megye                  | Csapatok száma | Csapatok                      |
| ----- | ---------------------- | -------------- | ----------------------------- |
|       | Budapest (főváros)     | 2              | Újpest,TFSE                   |
|       | Hajdú-Bihar            | 2              | MVFC Berettyóújfalu, Debrecen |
|       | Pest                   | 2              | Kistarcsai VSC,Aramis         |
|       | Veszprém               | 1              | Veszprém                      |
|       | Szabolcs-Szatmár-Bereg | 1              | Nyírgyulaj                    |
|       | Bács-Kiskun            | 1              | Scoregoal Kecskeméti FC       |
|       | Vas                    | 1              | Haladás                       |

## Tabella

### Alapszakasz
| Hely. | Csapat                    | M | Gy | D | V | G+ | G– | Gk  | P  | Továbbjutás vagy kiesés |
| ----- | ------------------------- | - | -- | - | - | -- | -- | --- | -- | ----------------------- |
| 1.    | Haladás VSE               | 8 | 7  | 0 | 1 | 35 | 18 | +17 | 21 | felsőház                |
| 2.    | DEAC                      | 8 | 5  | 1 | 2 | 35 | 18 | +17 | 16 | felsőház                |
| 3.    | Balaton Bútor FC Veszprém | 7 | 4  | 1 | 2 | 31 | 24 | +7  | 13 | felsőház                |
| 4.    | MVFC Berettyóújfalu       | 7 | 4  | 1 | 2 | 23 | 16 | +7  | 13 | felsőház                |
| 5.    | SG Kecskemét Futsal       | 7 | 4  | 1 | 2 | 17 | 13 | +4  | 13 | felsőház                |
| 6.    | Aramis                    | 7 | 4  | 0 | 3 | 32 | 35 | −3  | 12 | alsóház                 |
| 7.    | Nyírgyulaj KSE            | 8 | 2  | 0 | 6 | 31 | 37 | −6  | 6  | alsóház                 |
| 8.    | TFSE                      | 6 | 2  | 0 | 4 | 11 | 0  | +11 | 6  | alsóház                 |
| 9.    | Újpest FC                 | 7 | 2  | 0 | 5 | 14 | 27 | −13 | 6  | alsóház                 |
| 10.   | Kistarcsa                 | 7 | 0  | 0 | 7 | 14 | 32 | −18 | 0  | alsóház                 |

Bajnokságot vezető csapatok nevei, fordulónkénti bontásban

### Góllövőlista
Frissítve: (2021. október 15.)  (alapszakasz)
| Helyezés | Játékos neve     | Játékos csapata | Gólok |
| -------- | ---------------- | --------------- | ----- |
| 1.       | Harmati Tamás    | DEAC            | 10    |
| 2.       | Matheus Da Silva | Nyírgyulaj      | 8     |
| 2.       | Dróth Zoltán     | Haladás         | 8     |
| 2.       | Szűcs László     | Nyírgyulaj      | 8     |
| 5.       | Büki Baltazár    | Aramis          | 7     |

## Mérkőzések
A fordulók eredményei a jobb oldali szövegre kattintva nyitható/csukható.

### Alapszakasz
| 1. forduló                                 |            |            |
| Hivatalos mérkőzésnap: 2021. augusztus 13. |            |            |
| Veszprém                                   | 6–5        | Haladás    |
| Aramis                                     | 2021.09.09 | TFSE       |
| Berettyóújfalu                             | 4–3        | Nyírgyulaj |
| DEAC                                       | 2-0        | Kecskemét  |
| Kistarcsa                                  | 1–2        | Újpest     |

| 2. forduló                                 |             |                |
| Hivatalos mérkőzésnap: 2021. augusztus 23. |             |                |
| TFSE                                       | 1–4         | DEAC           |
| Újpest                                     | 1-2         | Berettyóújfalu |
| Haladás                                    | 2021.09.30. | Aramis         |
| Nyírgyulaj                                 | 7–5         | Veszprém       |
| Kecskemét                                  | 4–2         | Kistarcsa      |

| 3. forduló                                     |   |            |
| Hivatalos mérkőzésnap: 2021. szeptember 10-13. |   |            |
| Veszprém                                       | – | Újpest     |
| DEAC                                           | – | Aramis     |
| Haladás                                        | - | Nyírgyulaj |
| Berettyóújfalu                                 | – | Kecskemét  |
| Kistarcsa                                      | – | TFSE       |